# Odinia foliata
Odinia foliata är en tvåvingeart som beskrevs av Nina Krivosheina 1979. Odinia foliata ingår i släktet Odinia och familjen tickflugor. Inga underarter finns listade i Catalogue of Life.